# Aldershot
Aldershot (udtale: [ɔːl-də-shotte]?) er en by Hampshire i England. Det ligger omkring 55 km sydvest for London. 
Aldershot er kendt for sin tilknytning til den britiske hær, som under Krimkrigen etablerede et permanent militært øvelsesterræn i området i 1854. Dette førte til at byen hurtigt voksede fra en lille landsby til en victoriansk by. I er Aldershop kendt som Den britiske Hærs hjem.

## Personer fra Aldershot
- Claude Auchinleck, feltmarskal (1884-1981)
- Martin Freeman, skuespiller (født 1971)
- Bruce Rioch, fodboldspiller og -træner (født 1947)

51°14′54″N 0°45′41″V / 51.2483°N 0.7614°V